# Vaunthompsonia inermis
Vaunthompsonia inermis is een zeekommasoort uit de familie van de Bodotriidae. De wetenschappelijke naam van de soort is voor het eerst geldig gepubliceerd in 1909 door Zimmer.